# Királyok völgye 61
A Királyok völgye 61 (KV61) egy nem használt egyiptomi sír a Királyok völgye keleti völgyének egy délnyugati vádijában. 1910 januárjában fedezték fel. Egy aknából és egy belső helyiségből áll, hossza 6,34 m, teljes területe 15,49 m². Díszítetlen, a feliratok is hiányoznak, emiatt nem tudni, kinek a számára készült, feltehetőleg nem királyi személynek. Valószínűleg nem használták temetkezésre, esetleg az elhunytat később másik sírba temették.

## Külső hivatkozások
- Theban Mapping Project: KV61